# Little Mister Jim
Pour plus de détails, voir Fiche technique et Distribution.
Little Mister Jim est un film américain réalisé par Fred Zinnemann, sorti en 1946.

## Fiche technique
- Titre : Little Mister Jim
- Réalisation : Fred Zinnemann
- Scénario : George Bruce d'après Army Brat de Tommy Wadelton
- Direction artistique : Cedric Gibbons et Hubert Hobson
- Photographie : Lester White
- Montage : Frank E. Hull
- Musique : George Bassman
- Société de production : Metro-Goldwyn-Mayer
- Pays d'origine : États-Unis
- Format : Noir et blanc - 1,37:1 - Mono
- Durée : 92 minutes
- Date de sortie : 1946

## Distribution
- Jackie "Butch" Jenkins : Little Jim Tukker
- James Craig : Capitaine Big Jim Tukker
- Frances Gifford : Jean Tukker
- Luana Patten : Missey Choosey Glenson
- Spring Byington : Mrs Starwell
- Ching Wah Lee : Sui Jen
- Laura La Plante : Mrs Glenson
- Henry O'Neill : l'aumônier
- Morris Ankrum : Colonel Starwell
- Billy Gray : le voisin (non crédité)
- Gary Gray : le voisin (non crédité)
- William Tannen : Sergent (non crédité)